# Furman University

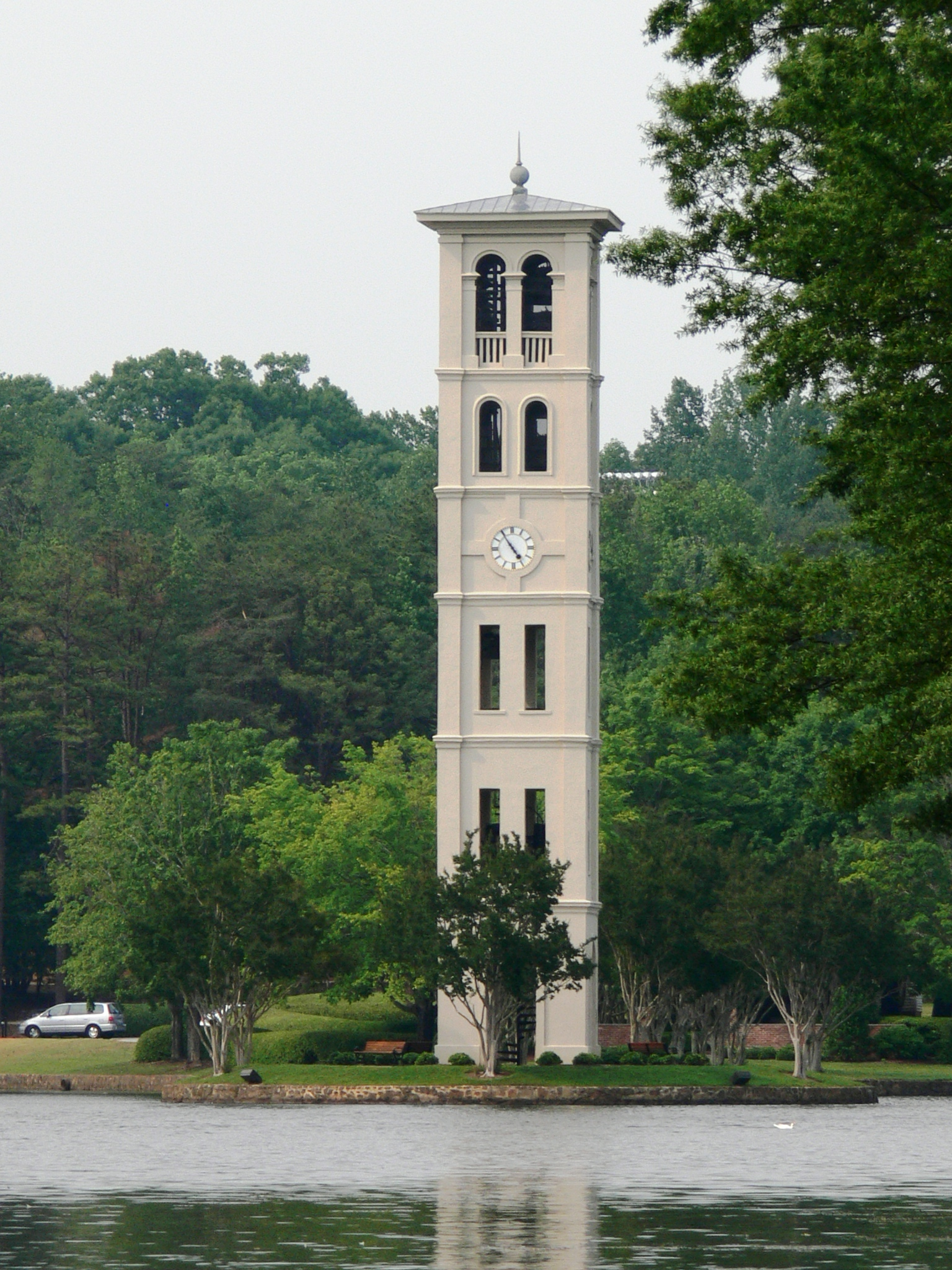
Universitätseigener Glockenturm mit 59 Glocken

Die 1826 gegründete Furman University ist eine private koedukative Universität mit Sitz in Greenville, South Carolina.
Derzeit sind etwa 2800 Studenten eingeschrieben. Der Campus hat eine Fläche von 3 km². Die Universität hat 21 Varsity teams, die Furman Paladins, und spielt in der 1. Division der National Collegiate Athletic Association. Sie ist Teil der Associated Colleges of the South und der National Collegiate Athletic Association.

## Bekannte Absolventen
- Clint Dempsey (* 1983), Fußballspieler
- Amy Grant (* 1960), Sängerin
- Charles H. Townes (1915–2015), Physiker und Nobelpreisträger
- John B. Watson (1878–1958), Psychologe
- Alec Kann (* 1990), Fußballspieler